# Miriam Škoch
Miriam Škoch, in precedenza nota come Miriam Kolodziejová (Most, 11 aprile 1997), è una tennista ceca.

## Carriera
Miriam Škoch ha vinto 7 titoli in singolare e 20 titoli nel doppio nel circuito ITF in carriera. Il 16 maggio 2022 ha raggiunto il best ranking mondiale nel singolare, nr 247; l'11 settembre 2023 ha raggiunto il miglior piazzamento mondiale nel doppio, nr 41.
Durante la sua carriera da junior, ha vinto l'Australian Open 2015 - Doppio ragazze e gli Open di Francia 2015 - Doppio ragazze in coppia con la connazionale Markéta Vondroušová.
Nell'agosto 2024, in seguito al matrimonio col marito, cambia cognome e viene indicata come Miriam Škoch.

## Statistiche WTA

### Doppio

#### Vittorie (1)
| Legenda              |
| -------------------- |
| Grande Slam (0)      |
| Ori Olimpici (0)     |
| WTA Finals (0)       |
| WTA Elite Trophy (0) |
| Dal 2021             |
| WTA 1000 (0)         |
| WTA 500 (0)          |
| WTA 250 (1)          |

| N. | Data            | Torneo                   | Superficie  | Compagna         | Avversarie in finale        | Punteggio        |
| 1. | 1º ottobre 2022 | Parma Ladies Open, Parma | Terra rossa | Anastasia Dețiuc | Arantxa Rus Tamara Zidanšek | 1-6, 6-3, [10-8] |

#### Sconfitte (1)
| Legenda              |
| -------------------- |
| Grande Slam (0)      |
| Argenti Olimpici (0) |
| WTA Finals (0)       |
| WTA Elite Trophy (0) |
| Dal 2021             |
| WTA 1000 (0)         |
| WTA 500 (0)          |
| WTA 250 (1)          |

| N. | Data           | Torneo                         | Superficie  | Compagna       | Avversarie in finale            | Punteggio |
| 1. | 29 luglio 2023 | Hamburg European Open, Amburgo | Terra rossa | Angela Kulikov | Anna Danilina Aleksandra Panova | 4-6, 2-6  |

## Circuito WTA 125

### Doppio

#### Vittorie (4)
| N. | Data           | Torneo                                       | Superficie  | Compagna         | Avversarie in finale                | Punteggio        |
| 1. | 6 aprile 2024  | Open Internacional Femení Solgironès, Bisbal | Terra rossa | Anna Sisková     | Tímea Babos Dalma Gálfi             | w/o              |
| 2. | 17 maggio 2025 | Parma Ladies Open, Parma                     | Terra rossa | Jesika Malečková | Sabrina Santamaria Tang Qianhui     | 6-2, 6-0         |
| 3. | 7 giugno 2025  | Makarska Open, Macarsca                      | Terra rossa | Jesika Malečková | Oksana Kalašnikova Elena Pridankina | 2-6, 6-3, [10-4] |
| 4. | 12 luglio 2025 | Swedish Open, Båstad                         | Terra rossa | Jesika Malečková | Irene Burillo Berfu Cengiz          | 6-4, 6-3         |

#### Sconfitte (3)
| N. | Data             | Torneo                          | Superficie  | Compagna            | Avversarie in finale             | Punteggio        |
| 1. | 11 dicembre 2022 | Open Angers Arena Loire, Angers | Cemento (i) | Markéta Vondroušová | Alycia Parks Zhang Shuai         | 2-6, 2-6         |
| 2. | 22 giugno 2024   | Veneto Open, Gaiba              | Erba        | Anna Sisková        | Hailey Baptiste Alycia Parks     | 6(4)-7, 2-6      |
| 3. | 22 marzo 2025    | Megasaray Hotels Open, Adalia   | Terra rossa | Jesika Malečková    | Maja Chwalińska Anastasia Dețiuc | 6-4, 3-6, [2-10] |

## Statistiche ITF

### Singolare

#### Vittorie (7)
| Torneo $100.000 (0) |
| Torneo $80.000 (0)  |
| Torneo $75.000 (0)  |
| Torneo $60.000 (0)  |
| Torneo $50.000 (0)  |
| Torneo $40.000 (0)  |
| Torneo $25.000 (2)  |
| Torneo $15.000 (4)  |
| Torneo $10.000 (1)  |

| N. | Data              | Torneo                                 | Superficie    | Avversaria in finale | Punteggio     |
| 1. | 25 settembre 2016 | Brno Throphy, Brno                     | Terra rossa   | Diana Šumová         | 6-3, 3-6, 6-4 |
| 2. | 17 settembre 2017 | ITF Women's Circuit Prague, Praga      | Terra rossa   | Nastja Kolar         | 6-2, 5-7, 6-4 |
| 3. | 3 dicembre 2017   | Milovice Throphy, Milovice             | Cemento (i)   | Manon Arcangioli     | 6-3, 6-3      |
| 4. | 10 dicembre 2017  | Jablonec Open, Jablonec nad Nisou      | Sintetico (i) | Susan Bandecchi      | 6-3, 6-4      |
| 5. | 24 giugno 2018    | ITF Women's Open Klosters, Klosters    | Cemento       | Isabella Šinikova    | 5-7, 6-4, 6-1 |
| 6. | 8 marzo 2020      | Lyttos Beach ITF World Tour, Heraklion | Terra rossa   | Rebeka Masarova      | 6-4, 6-4      |
| 7. | 30 maggio 2021    | Krka Open Otocec, Otočec               | Terra rossa   | Dalila Jakupovič     | 6-0, 6-2      |

#### Sconfitte (13)
| Torneo $100.000 (0) |
| Torneo $80.000 (0)  |
| Torneo $75.000 (0)  |
| Torneo $60.000 (0)  |
| Torneo $50.000 (0)  |
| Torneo $40.000 (0)  |
| Torneo $25.000 (4)  |
| Torneo $15.000 (5)  |
| Torneo $10.000 (4)  |

| N.  | Data              | Torneo                                       | Superficie    | Avversaria in finale | Punteggio     |
| 1.  | 28 agosto 2016    | KELAG Ladies Open, Pörtschach am Wörther See | Terra rossa   | Lenka Juríková       | 1-6, 2-6      |
| 2.  | 4 settembre 2016  | Sparta Prague WTA, Praga                     | Terra rossa   | Petra Krejsová       | 5-7, 6(4)-7   |
| 3.  | 12 settembre 2016 | Říčany Throphy, Říčany                       | Terra rossa   | Katharina Gerlach    | 5-7, 2-6      |
| 4.  | 4 dicembre 2016   | Ramat Gan Tel Aviv Women's, Ramat Gan        | Cemento       | Deniz Khazaniuk      | 5-7, 3-6      |
| 5.  | 26 marzo 2017     | Lyttos Beach ITF Pro Circuit, Heraklion      | Terra rossa   | Ol'ha Iančuk         | 3-6, 2-6      |
| 6.  | 17 giugno 2017    | Zubr Cup, Přerov                             | Terra rossa   | Lenka Juríková       | 4-6, 4-6      |
| 7.  | 2 luglio 2017     | Bella Cup, Toruń                             | Terra rossa   | Chantal Škamlová     | 2–6, 6-4, 3-6 |
| 8.  | 15 gennaio 2018   | Tennis Organisation, Adalia                  | Terra rossa   | Andreea Roșca        | 6(4)-7, 4-6   |
| 9.  | 15 aprile 2018    | Óbidos Ladies Open, Óbidos                   | Sintetico     | Ivana Jorović        | 1-6, 2-6      |
| 10. | 12 agosto 2018    | Flanders Ladies Trophy Koksijde, Koksijde    | Terra rossa   | Richèl Hogenkamp     | 4-6, 1-6      |
| 11. | 7 dicembre 2019   | Jablonec nad Nisou Open, Jablonec nad Nisou  | Sintetico (i) | Elena Malõgina       | 4-6, 5-7      |
| 12. | 11 aprile 2021    | Tennis Organisation, Adalia                  | Cemento       | Andreea Roșca        | 5-7, 3-6      |
| 13. | 15 agosto 2021    | Lotos Radom Cup, Radom                       | Terra rossa   | Lucrezia Stefanini   | 6-4, 2-6, 3-6 |

### Doppio

#### Vittorie (20)
| Torneo $100.000 (2) |
| Torneo $80.000 (1)  |
| Torneo $75.000 (0)  |
| Torneo $60.000 (6)  |
| Torneo $50.000 (0)  |
| Torneo $40.000 (0)  |
| Torneo $25.000 (5)  |
| Torneo $15.000 (5)  |
| Torneo $10.000 (1)  |

| N.  | Data              | Torneo                                                                                   | Superficie  | Compagna            | Avversarie in finale                    | Punteggio           |
| 1.  | 16 maggio 2015    | Lotto Cup, Zielona Góra                                                                  | Terra rossa | Markéta Vondroušová | Natela Dzalamidze Margarita Lazareva    | 6–2, 6–2            |
| 2.  | 20 giugno 2015    | Zubr Cup, Přerov                                                                         | Terra rossa | Markéta Vondroušová | Martina Borecká Jesika Malečková        | 6–4, 6–1            |
| 3.  | 21 gennaio 2017   | Internationaler Württembergische Hallenmeisterschaften um den Südwestbank-Cup, Stoccarda | Cemento (i) | Markéta Vondroušová | Anita Husarić Kimberley Zimmermann      | 7–6(3), 7–5         |
| 4.  | 16 giugno 2017    | Zubr Cup, Přerov                                                                         | Terra rossa | Dagmar Dudláková    | Tereza Janatová Natálie Novotná         | 6-1, 6-3            |
| 5.  | 22 settembre 2018 | Royal Cup NLB Montenegro, Podgorica                                                      | Terra rossa | Nina Potočnik       | Nefisa Berberović Veronika Erjavec      | 2–6, 6–3, [10–0]    |
| 6.  | 8 febbraio 2020   | Empire Women's Indoor, Trnava                                                            | Cemento (i) | Laura Ioana Paar    | Viktorija Kan Hanna Poznichirenko       | 6-1, 6-1            |
| 7.  | 20 febbraio 2021  | Ilana Kloss International, Potchefstroom                                                 | Cemento     | Jesika Malečková    | Anna Bondár Réka Luca Jani              | 6-2, 3-6, [10-5]    |
| 8.  | 13 marzo 2021     | MTA Open Series, Adalia                                                                  | Terra rossa | Aneta Laboutková    | Dar'ja Astachova Nika Radišić           | 6-3, 4-6, [10-6]    |
| 9.  | 4 settembre 2021  | Kuchyně Gorenje Prague Open, Praga                                                       | Terra rossa | Jesika Malečková    | Kanako Morisaki Erika Sema              | 6–3, 1–6, [10–2]    |
| 10. | 27 febbraio 2022  | Antalya Series, Adalia                                                                   | Terra rossa | Jesika Malečková    | Funa Kozaki Naho Sato                   | 7-6(2), 7-6(4)      |
| 11. | 5 marzo 2022      | Antalya Series, Adalia                                                                   | Terra rossa | Jesika Malečková    | Sapfo Sakellaridi Anastasija Zolotareva | 6-2, 6-4            |
| 12. | 23 aprile 2022    | Chiasso Open, Chiasso                                                                    | Terra rossa | Anastasia Dețiuc    | Aliona Bolsova Oksana Selechmet'eva     | 6-3, 1-6, [10-8]    |
| 13. | 27 agosto 2022    | Zubr Cup, Přerov                                                                         | Terra rossa | Anastasia Dețiuc    | Funa Kozaki Misaki Matsuda              | 7-6(4), 4-6, [10-5] |
| 14. | 10 settembre 2022 | Prestige Tennis Cup, Frýdek-Místek                                                       | Cemento     | Dominika Šalková    | Funa Kozaki Misaki Matsuda              | 6-2, 6-3            |
| 15. | 22 ottobre 2022   | Hamburg Ladies & Gents Cup, Amburgo                                                      | Cemento (i) | Jesika Malečková    | Veronika Erjavec Malene Helgø           | 6-4, 6-2            |
| 16. | 30 ottobre 2022   | Internationaux Féminins de la Vienne, Poitiers                                           | Cemento (i) | Markéta Vondroušová | Jessika Ponchet Renata Voráčová         | 6-4, 6-3            |
| 17. | 6 novembre 2022   | GB Pro-Series Shrewsbury, Shrewsbury                                                     | Cemento (i) | Markéta Vondroušová | Jessika Ponchet Renata Voráčová         | 7-6(4), 6-2         |
| 18. | 13 aprile 2024    | Zaragoza Open, Saragozza                                                                 | Terra rossa | Anna Sisková        | Angelica Moratelli Camilla Rosatello    | 6-2, 6-3            |
| 19. | 22 febbraio 2025  | Winter Prague Open, Praga                                                                | Cemento (i) | Jesika Malečková    | Priscilla Hon Rebeka Masarova           | 6-0, 6-2            |
| 20. | 1º marzo 2025     | Empire Women's Indoor, Trnava                                                            | Cemento (i) | Jesika Malečková    | Céline Naef Elena Pridankina            | 5-7, 6-3, [10-2]    |

#### Sconfitte (16)
| Torneo $100.000 (1) |
| Torneo $80.000 (0)  |
| Torneo $75.000 (1)  |
| Torneo $60.000 (3)  |
| Torneo $50.000 (0)  |
| Torneo $40.000 (0)  |
| Torneo $25.000 (7)  |
| Torneo $15.000 (3)  |
| Torneo $10.000 (1)  |

| N.  | Data              | Torneo                                     | Superficie  | Compagna            | Avversarie in finale                     | Punteggio           |
| 1.  | 15 agosto 2015    | Advantage Cars Praga Open, Praga           | Terra rossa | Markéta Vondroušová | Kateřina Kramperová Bernarda Pera        | 6(4)–7, 7–5, [1–10] |
| 2.  | 3 settembre 2016  | Sparta Prague WTA, Praga                   | Terra rossa | Vendula Žovincová   | Laura Ioana Andrei Sarah-Rebecca Sekulic | 4-6, 2-6            |
| 3.  | 1º luglio 2017    | Bella Cup, Toruń                           | Terra rossa | Jesika Malečková    | Vera Lapko Anna Morgina                  | 2-6, 3-6            |
| 4.  | 20 ottobre 2018   | Open GDF Suez de Touraine, Joué-lès-Tours  | Cemento (i) | Jesika Malečková    | Magdalena Fręch Bibiane Schoofs          | 7-5, 2-6, [3-10]    |
| 5.  | 16 febbraio 2019  | Empire Women's Indoor, Trnava              | Cemento (i) | Maja Chwalińska     | Laura Ioana Paar Anastasia Zarycká       | 4-6, 3-6            |
| 6.  | 1º febbraio 2020  | Magic Tours, Monastir                      | Cemento     | Jesika Malečková    | Nuria Brancaccio Federica Rossi          | 7-5, 3-6, [5-10]    |
| 7.  | 29 febbraio 2020  | Heraklion Hellenic Zeus Circuit, Heraklion | Terra rossa | Chantal Škamlová    | Oana Gavrila Andreea Roșca               | 3-6, 6-4, [7-10]    |
| 8.  | 19 settembre 2020 | Frýdek Místek Open Cup, Frýdek-Místek      | Terra rossa | Jesika Malečková    | Anastasia Dețiuc Johana Marková          | 1-6, 4–6            |
| 9.  | 10 aprile 2021    | Antalya Series, Adalia                     | Terra rossa | Lucie Havlíčková    | Lee So-ra Misaki Matsuda                 | 2–6, 3-6            |
| 10. | 11 settembre 2021 | Frydek Mistek Open, Frýdek-Místek          | Terra rossa | Anna Sisková        | Kanako Morisaki Erika Sema               | 3-6, 1-6            |
| 11. | 16 ottobre 2021   | Lagos International Ladies Open, Lagos     | Cemento     | Jesika Malečková    | Diāna Marcinkēviča Yuan Yue              | w/o                 |
| 12. | 29 ottobre 2021   | Republican Girls, Istanbul                 | Cemento (i) | Maja Chwalińska     | Jasmijn Gimbrère Bibiane Schoofs         | 2-6, 4-6            |
| 13. | 7 maggio 2022     | I. ČLTK Prague Open, Praga                 | Terra rossa | Jesika Malečková    | Bárbara Gatica Rebeca Pereira            | 4-6, 2-6            |
| 14. | 17 agosto 2024    | Ladies Open Amstetten, Amstetten           | Terra rossa | Jesika Malečková    | Yvonne Cavallé Reimers Eva Vedder        | 3-6, 2-6            |
| 15. | 9 novembre 2024   | Kyotec Open, Pétange                       | Cemento (i) | Jesika Malečková    | Alevtina Ibragimova Lian Tran            | 6-1, 2-6, [9-11]    |
| 16. | 4 maggio 2025     | Wiesbaden Tennis Open, Wiesbaden           | Terra rossa | Jesika Malečková    | Jibek Kulambaeva Darja Semeņistaja       | 6-4, 3-6, [9-11]    |

## Grand Slam Junior

### Doppio

#### Vittorie (2)
| Tornei del Grande Slam  |
| ----------------------- |
| Australian Open (1)     |
| Open di Francia (1)     |
| Torneo di Wimbledon (0) |
| US Open (0)             |

| N. | Data            | Torneo                     | Superficie  | Compagna            | Avversaria in finale               | Punteggio |
| 1. | 31 gennaio 2015 | Australian Open, Melbourne | Cemento     | Markéta Vondroušová | Katharina Hobgarski Greet Minnen   | 7–5, 6–4  |
| 2. | 6 giugno 2015   | Open di Francia, Parigi    | Terra rossa | Markéta Vondroušová | Caroline Dolehide Katerina Stewart | 6–0, 6–3  |